# Carl Martin Norberg
Carl Martin Norberg (Avesta, 18 juli 1889 - Västerås, 25 juli 1970) was een Zweeds turner.
Norberg won tijdens de Olympische Zomerspelen 1908 in Londen de gouden medaille met het team in de meerkamp.

## Olympische Zomerspelen
| Jaar | Plaats | Resultaten |
| ---- | ------ | ---------- |
| 1908 | Londen | team       |